# デ・ラ・ガーディエ戦役
デ・ラ・ガーディエ戦役（デ・ラ・ガーディエせんえき、典: De la Gardieska fälttåget、露: Поход Делагарди）は、ロシア・ポーランド戦争中、ヤコブ・デ・ラ・ガーディエとエヴェルト・ホルン率いるスウェーデン派遣軍5千人とロシア・ツァーリ国のミハイル・スコピン＝シュイスキー率いる軍勢の連合軍がポーランド・リトアニア共和国と偽ドミトリー2世と戦った戦役。

## 背景
1609年、スウェーデン王カール9世とロシアのツァーリヴァシーリー4世はヴィボルグで同盟を締結、ロシアがケックスホルム県をスウェーデンに割譲する代償としてスウェーデンがロシア側で参戦した。

## 対偽ドミトリー2世戦役
ロシア・スウェーデン連合軍約1万人は1609年4月にノヴゴロドからモスクワに行軍、途中で反乱軍を撃破してトローイツェ・セルギエヴァ・ラーヴラの包囲を解いた。偽ドミトリー2世はモスクワ近郊のトゥシノで宮廷を構え、ヴァシーリー4世を脅していたが、連合軍は偽ドミトリー2世の支持者を蹴散らし、1610年3月にはモスクワの包囲も解いて入城した。その後、偽ドミトリー2世を支持したボヤールの一部がポーランド王子ヴワディスワフにロシア王位を請求するよう求めた一方、スコピン＝シュイスキーは毒殺され、代わってヴァシーリー4世の弟ドミトリー・シュイスキーが軍を率いた。

## 対ポーランド戦役
1610年6月、デ・ラ・ガーディエとドミトリー・シュイスキーはモスクワを発ってポーランドによるスモレンスク包囲を解こうとしたが、7月4日のクルシノの戦いでデ・ラ・ガーディエの軍勢の大半がポーランドのスタニスワフ・ジュウキェフスキに寝返る結果となった。

## その後
クルシノの戦いでデ・ラ・ガーディエの軍勢が400人を除いて寝返ったため、彼はジュウキェフスキと停戦協定を締結、モスクワのツァーリに協力しないことを代償としてヴィボルグまで行軍する権利を確保した。デ・ラ・ガーディエ戦役はイングリア戦争の前ぶれとされることもある。